# Fernando Namora
Fernando Namora GO SE • GCIH • GCL (Condeixa-a-Nova, Condeixa-a-Nova, 15 de abril de 1919 – Lisboa, 31 de janeiro de 1989) foi um médico e escritor português, autor de uma extensa obra, das mais divulgadas e traduzidas nas décadas de 1970 e 1980. Existe uma escola secundária com o seu nome em Condeixa-a-Nova.

## Biografia
Licenciado em Medicina (1942) pela Faculdade de Medicina da Universidade de Coimbra, pertenceu à geração de 40, grupo literário que reuniu personalidades marcantes como Carlos de Oliveira, Mário Dionísio, Joaquim Namorado ou João José Cochofel, moldando-o, certamente, como homem, à semelhança do exercício da profissão médica, primeiro na sua terra natal depois nas regiões da Beira Baixa e Alentejo, em locais como Tinalhas, Monsanto e Pavia, até que, em 1951, acabaria por se instalar em Lisboa - onde, curiosamente, muito jovem tinha estudado no Liceu Camões -, como médico-assistente do Instituto Português de Oncologia.
O seu volume de estreia foi Relevos (1937), livro de poesia, porventura sob a influência de Afonso Duarte e do grupo da Presença. Mas já publicara em conjunto com Carlos de Oliveira e Artur Varela, um pequeno livro de contos Cabeças de Barro. Em (1938) surge o seu primeiro romance As Sete Partidas do Mundo que viria a ser galardoado com o Prémio Almeida Garrett no mesmo ano em que recebe o Prémio Mestre António Augusto Gonçalves, de artes plásticas - na categoria de pintura. Ainda estudante e com outros companheiros de geração funda a revista Altitude e envolve-se ativamente no projeto do Novo Cancioneiro (1941), coleção poética de 10 volumes que se inicia com o seu livro-poema Terra, assinalando  o advento do neo-realismo, tendo esta iniciativa coletiva, nascida nas tertúlias de Coimbra, de João José Cochofel, demarcado esse ponto de viragem na literatura portuguesa. Na mesma linha estética, embora em ficção, é lançada a coleção dos Novos Prosadores (1943), pela Coimbra Editora, reunindo os romances Fogo na Noite Escura de Namora, Casa na Duna de Carlos de Oliveira, Onde Tudo Foi Morrendo de Vergílio Ferreira, Nevoeiro de Mário Braga ou O Dia Cinzento de Mário Dionísio, entre outros.
Com uma obra literária que se desenvolve ao longo de cinco décadas é de salientar a sua precoce vocação artística, de feição naturalista e poética, tal como a importância do período de formação em Coimbra, mais as suas tertúlias e movimentos estudantis. Ao dar-se o amadurecimento estético do neo-realismo e coincidente com as vivências dos anos 1950, enveredaria por novos caminhos, através de uma interpretação pessoal da narrativa, que o levaria a situar-se entre a ficção e a análise social. Os muitos textos que escreveu, nos diferentes momentos ou fases da vida literária, apresentam retratos com aspetos de picaresco, observações naturalistas e algum existencialismo. Independentemente do enquadramento, Namora foi um escritor dotado de uma profunda capacidade de análise psicológica, inseparável de uma grande sensibilidade e linguagem poética. Escreveu, para além de obras de poesia e romances, contos, memórias e impressões de viagem, com destaque para os cadernos de um escritor, que proporcionam um diálogo vivo com o leitor, a abertura a outras culturas, terras e gentes, a visão de um mundo em transformação, de uma realidade emergente, expressa em Estamos no Vento (Fevereiro de 1974).
Entre os muitos títulos que publica em prosa contam-se Fogo na Noite Escura (1943), Casa da Malta (1945), As Minas de S. Francisco  (1946), (capítulo inédito publicado no nº 16 da revista Mundo Literário existente entre 1946 e 1948), Retalhos da Vida de um Médico (1949 e 1963), A Noite e a Madrugada (1950), O Trigo e o Joio (1954), O Homem Disfarçado (1957), Cidade Solitária (1959), Domingo à Tarde (1961, Prémio José Lins do Rego), Os Clandestinos (1972), Resposta a Matilde (1980)  e O Rio Triste (1982, Prémio Fernando Chinaglia, Prémio Fialho de Almeida e Prémio D. Dinis). Ou, as biografias romanceadas de Deuses e Demónios da Medicina (1952). Além dos títulos já referidos, publicou em poesia Mar de Sargaços (1940), Marketing (1969) e Nome para uma Casa (1984) . Toda a sua produção poética seminal foi reunida numa antologia(1959) denominada As Frias Madrugadas. Escreveu ainda sobre o mundo e a sociedade em geral, na forma de narrativas romanceadas ou de anotações de viagem e reflexões críticas, sendo disso exemplo Diálogo em Setembro (1966), Um Sino na Montanha (1968), Os Adoradores do Sol (1971), Estamos no Vento (1974), A Nave de Pedra (1975), Cavalgada Cinzenta (1977), URSS, Mal Amada, Bem Amada e Sentados na Relva, ambos de (1986). Porém, foram romances como os Retalhos da Vida de um Médico, O Trigo e o Joio, Domingo à Tarde, O Homem Disfarçado ou O Rio Triste, que vieram a ser traduzidos em diversas línguas, tendo inclusive, em 1981, sido proposto para o Prémio Nobel da Literatura, pela Academia das Ciências de Lisboa e pelo PEN Clube.
Também em 1975, Namora colaborou na publicação periódica Jornal do Caso República.
Se quisermos contextualizar, sistematizar a sua obra em fases distintas de criação literária, podemos identificar: (1) o ciclo de juventude, principalmente enquanto estudante em Coimbra, coincidente com o livro-poema Terra e o romance Fogo na Noite Escura; (2) o ciclo rural, entre 1943 e 1950, representado pelas novelas Casa da Malta (escrita em 8 dias) e Minas de San Francisco, ou pelos romances A Noite e a Madrugada, O Trigo e o Joio sem esquecer os Retalhos da Vida de um Médico, cuja edição espanhola (1ª tradução) apresenta o prefácio de Gregório Marañón; (3) o ciclo urbano, coincidente com a sua vinda para Lisboa, marcado pela solidão e vivências do quotidiano, e que se terá refletido no romance O Homem Disfarçado, em Cidade Solitária ou no Domingo à Tarde; (4) o ciclo cosmopolita, ou seja, dos cadernos de um escritor, balizado no final dos anos 1960 e década de 1970, explicado pelas muitas viagens que fez, nomeadamente à Escandinávia, e pela sua participação nos encontros de Genebra; (5) o ciclo final, entre a ficção contemporânea, onde se insere o romance O Rio Triste ou Resposta a Matilde, intitulado pelo próprio divertimento, e as reflexões íntimas de Jornal sem Data (1988).
Faleceu em 31 de Janeiro de 1989 tendo sido sepultado no Talhão dos Artistas do Cemitério dos Prazeres, em Lisboa.

## Obras
A sua obra é composta por:
- As Sete Partidas do Mundo, romance – 1938
- Mar de Sargaços, 1940. Ed Atlântida
- Terra, romance, 1941
- Fogo na Noite Escura, romance – 1943
- Casa da Malta, romance – 1945
- Minas de San Francisco, romance – 1946
- Retalhos da Vida de um Médico, narrativas / primeira série – 1949
- A Noite e a Madrugada, romance – 1950
- Deuses e Demónios da Medicina, biografias romanceadas – 1952
- O Trigo e o Joio, romance – 1954
- O Homem Disfarçado, romance – 1957
- Cidade Solitária, narrativas – 1959
- As Frias Madrugadas, poesia / antologia – 1959
- Domingo à Tarde, romance – 1961
- Retalhos da Vida de um Médico, narrativas (segunda série) – 1963
- Diálogo em Setembro, crónica romanceada – 1966
- Um Sino na Montanha, cadernos de um escritor – 1968
- Marketing, poesia – 1969
- Os Adoradores do Sol, cadernos de um escritor – 1971
- Os Clandestinos, romance – 1972
- Estamos no Vento, narrativa literário-sociológica – 1974
- A Nave de Pedra, cadernos de um escritor – 1975
- Cavalgada Cinzenta, narrativa – 1977
- Encontros, entrevistas – 1979
- Resposta a Matilde, divertimento – 1980
- O Rio Triste, romance – 1982
- Nome para uma Casa, poesia – 1984
- URSS mal amada, bem amada', crónica – 1986
- Sentados na Relva, cadernos de um escritor – 1986
- Autobiografia,Ed O Jornal-1987
- Jornal sem Data, cadernos de um escritor – 1988

## Adaptações ao cinema
Várias obras de Fernando Namora foram adaptadas ao cinema. Sendo talvez uma das suas obras mais conhecidas, Retalhos da Vida de um Médico, foi a primeira a ser adaptada ao cinema, por intermédio do realizador Jorge Brum do Canto (em 1962, filme selecionado para o Festival de Berlim), seguindo-se a série televisiva, da responsabilidade de Artur Ramos e Jaime Silva (1979-1980).
O Trigo e o Joio foi adaptado para o cinema em 1965 numa longa metragem com o mesmo título com realização de Manuel Guimarães e com Eunice Muñoz e Igrejas Caeiro, entre outros. Do mesmo realizador, para televisão e em 1969, tem-se o documentário Fernando Namora.
Domingo à Tarde (selecionado para o Festival de Veneza), foi realizado por António de Macedo em 1965 e contou com atores como Isabel de Castro, Ruy de Carvalho e Isabel Ruth.
Em 1975, surge Fernando Namora – Vida e Obra realizado por Sérgio Ferreira.
A Noite e a Madrugada, de 1985, deve a sua realização a Artur Ramos. Resposta a Matilde, de 1986, foi adaptado a televisão por Dinis Machado e Artur Ramos, com a participação de Raúl Solnado e Rogério Paulo. Em 1990, regista-se O Rapaz do Tambor, curta metragem de Vítor Silva.

## Prémios e honras
- Prémio Ricardo Malheiros (1953)
- Medalha de Ouro da "Societé d'Encouragement au Progrés" (1979)
- Grande-Oficial da Antiga, Nobilíssima e Esclarecida Ordem Militar de Sant'Iago da Espada, do Mérito Científico, Literário e Artístico (3 de Setembro de 1979) [20]
- Prémio D. Dinis (1982)
- Grã-Cruz da Ordem do Infante D. Henrique (26 de Maio de 1988)[20]
- Grã-Cruz da Ordem da Liberdade (29 de Agosto de 2019, a título póstumo)[20]

## Casa Museu Fernando Namora

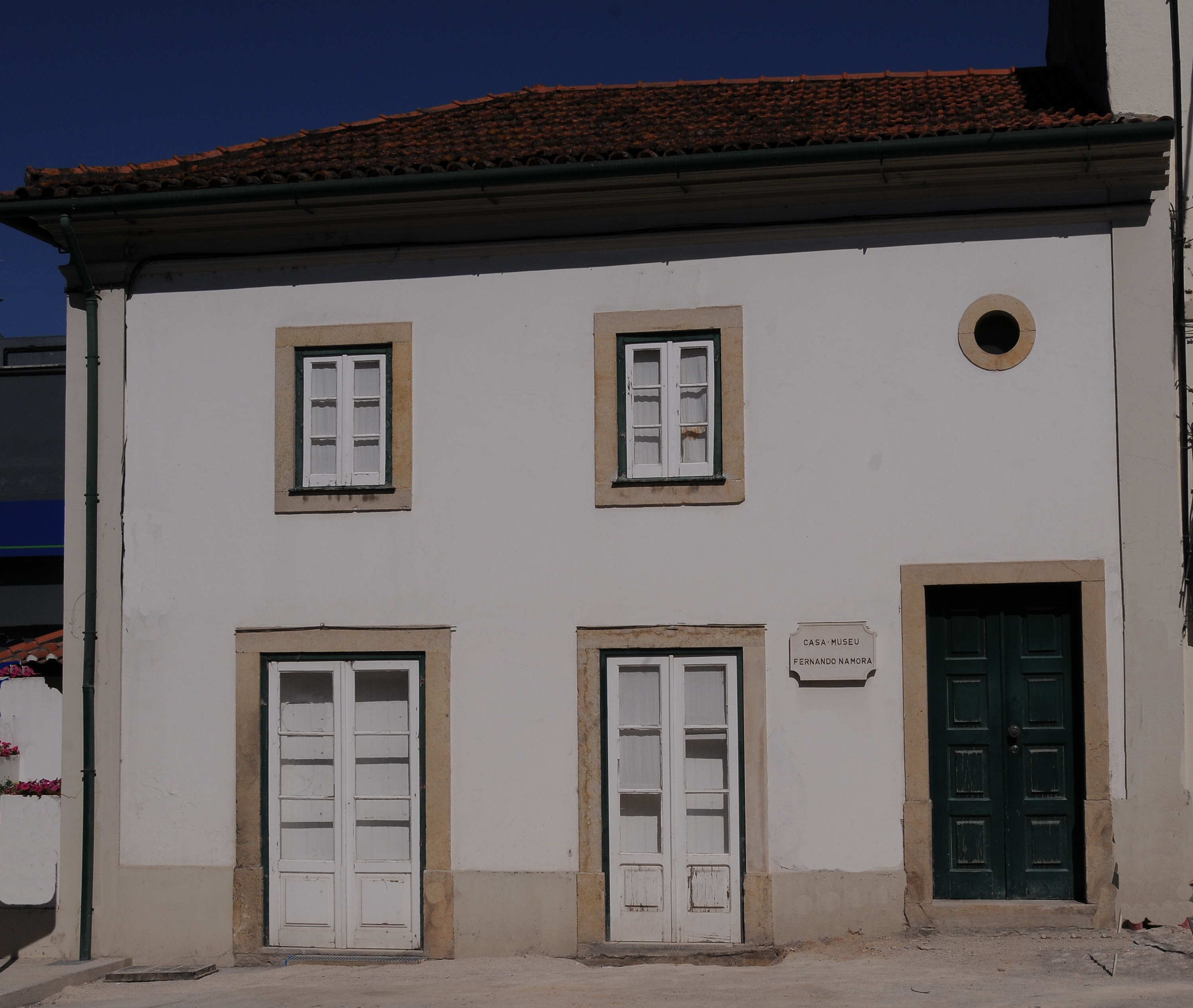
Casa onde nasceu Fernando Namora em Condeixa-a-Nova

Ali, a dois passos da Vila, o Rio de Mouros. Nasceu de um fio de água, do suor de uma rocha, entre urzes e montes. Ainda a meio da serra, é um ribeirito que não dá para matar a sede a um rebanho. Mas depois, a terra começa, subitamente, a ficar brava, com penedos que têm o ar de montanhas, e o rio despenha-se entre os silvais e as fragas em som e espuma, com um fragor que, de Inverno, com as cheias, estremece os ouvidos da serra e dos homens. – texto de 1941.
É possível visitar a casa onde Fernando Namora nasceu, e onde os seus pais abriram um pequeno estabelecimento comercial, situada no centro da vila de Condeixa-a-Nova, distrito de Coimbra.
Inaugurada em 30 de junho de 1990, esta iniciativa resultou da ideia de um grupo de amigos, seus conterrâneos, que quiseram homenageá-lo através da proposta da criação de uma Casa-Museu, de modo a recordar a todos, e nas palavras do Sr. Ramiro de Oliveira, que é Condeixense e que aqui viveu a sua infância e parte da mocidade.
Aberta ao público desde então, nela se pode encontrar o seu escritório, tal qual estava em Lisboa, com todos os seus livros e objetos pessoais, e que acabou por ser o destino do que fui acumulando ao longo dos anos, coisas minhas, coisas do que vi e vivi e ainda valiosas coisas alheias que de algum modo se relacionam comigo. - carta de 7 de junho de 1984.